# Cercle nautique chalonnais
Le Cercle nautique chalonnais est un club français de natation basé à Chalon-sur-Saône. Il évolue en Championnats de France interclubs de natation. Il propose une école de natation qui forme chaque année plus de 800 enfants.
Plus de 1 200 personnes pratiquent une natation sportive et natation d'entretien au sein du Club.

## Palmarès
Classé 3e au niveau national en Championnats de France interclubs de natation.